# Apterocorypha aurita
Apterocorypha aurita är en bönsyrseart som beskrevs av Henri Saussure och Leo Zehntner 1895. Apterocorypha aurita ingår i släktet Apterocorypha och familjen Thespidae. Inga underarter finns listade i Catalogue of Life.